# Франкопіль
Франко́піль — село у складі Корецької міської громади Рівненського району Рівненської області; населення — 183 особи; перша згадка — 1315 рік[джерело?]. У селі діє загальноосвітня школа I ступеня.

## Географія
Село розміщене на лівому березі річки Корчик.

## Історія
У 1906 році слобода Селищенської волості Рівненського повіту Волинської губернії. Відстань від повітового міста 70 верст, від волості 19. Дворів 17, мешканців 143.

## Кулінарія
Село має унікальний кулінарний рецепт - гречаний кисіль. Він має тверду консистенцію. Кисіль нарізали кубиками, посипали дрібною сіллю та поливали лляною олією. А коли його подавали за стіл, це ніби був натяк — трапеза закінчена.